# Kent (district rural)
Kent est un district rural du Nouveau-Brunswick, situé dans le territoire de la commission de services régionaux du Kent. La municipalité a été constituée le 1er janvier 2023, à partir des districts de services locaux (DSL) de Baie-Sainte-Anne, de la paroisse de Carleton, d'Escuminac et de Pointe-Sapin, ainsi que des portions des DSL de Cap-de-Richibouctou, de la paroisse d'Harcourt, de la paroisse d'Hardwicke et de la paroisse de Saint-Louis.
Son principal attrait touristique est le parc national de Kouchibouguac.

## Géographie
Le territoire compte deux sections distinctes, regroupant les zones non constituées en municipalités du comté de Kent. La première, au nord-est, est limitrophe de district rural de Grand Miramichi et des municipalités de Nouvelle-Arcadie et Beaurivage à l'ouest, ainsi que de Five Rivers et Grand-Bouctouche au sud. Le fleuve Miramichi longe le territoire au nord, et le détroit de Northumberland à l'est.
La deuxième section du district rural se trouve à l'ouest du comté. Elle est bordée à l'ouest par le district rural de Grand Miramichi, au nord par Nouvelle-Arcadie, à l'est par Five Rivers, au sud-est par Champdoré et une section du district rural du Sud-Est, au sud par le district rural de Kings, et au sud-ouest par le district rural de la Région-de-la-capitale et la municipalité de Grand Lake.